# سازمان آتش‌نشانی و خدمات ایمنی شهرداری رشت
سازمان آتش‌نشانی و خدمات ایمنی شهرداری رشت یکی از سازمان‌های زیر مجموعه شهرداری رشت است که در سال ۱۳۰۵ تأسیس شده‌است. اکنون ۱۵ ایستگاه آتش‌نشانی در شهر رشت وجود دارد. در حال حاضر آتش‌نشانی رشت مجهز به ناوگان پیشرفته اطفا و نجات از جمله جدیدترین بالابرهای نجات است.

## تاریخچه
اداره بلدیهٔ رشت (شهرداری رشت) تا سال ۱۳۰۵ خورشیدی فاقد اداره‌ی آتش‌نشانی بوده‌است. طرح ایجاد اداره‌ای برای خاموش‌کردن آتش در ابتدای سال ۱۳۰۵ از طرف بلدیه ارائه و در ماه‌های بعد عملی شد.
قبل از آن بلدیه اقدامی مشترک با اداره‌ی نظمیه برای خاموش‌کردن آتش داشته است.
چنانچه در خبری با عنوان «جلوگیری از احتراق» می‌خوانیم:
«نظر به احتراقی که اتفاق می‌افتاد، اداره بلدیه شبانه بیست نفر از سپورها را تعیین نموده که شب‌ها را در بلدیه کشیک بدهند و یک اتومیبل هم به اداره نظمیه تخصیص داده‌است که در موقع حریق پلیس‌های نظمیه با آلات اطفائیه برای خاموش‌کردن آتش به کمک سپورها مبادرت ورزند»
در مهرماه ۱۳۰۵، «دایرهٔ تنظیف بلدیه» که وظیفهٔ جمع‌آوری زباله و روشنایی معابر و رفت وروب خیابان و کوچه را بر عهده داشت، از ادارهٔ بلدیه تقاضای دو دستگاه تلمبهٔ دستی برای خاموش‌کردن آتش کرده بود.
سرانجام در بلدیه رشت، شعبه کوچکی با عنوان «شعبه اطفائیه» دایر شد و اولین رئیس آن به نام «میرزا اسماعیل سمیعی» در آذر ۱۳۰۵ خورشیدی تعیین شد.
در خرداد ۱۳۰۵ در پیشنهادی که در دائره‌ی مباشرت بلدیه که به ریاست وقاری بوده به اداره‌ی بلدیه مبنی بر استفاده از زمین واقع در استاد سرا داده، و اولین پایگاه اداره‌ی آتش‌نشانی در آن محل برپا گردید.
طبق یک گزارش مالی، بودجه‌ی ماهانه‌ی اداره‌ی اطفائیه در سال ۱۳۰۵ مبلغ ۴۶۳ تومان بوده‌است.
در اوایل سال ۱۳۰۶ خورشیدی اولین خودرو، برای مجموعهٔ آتش‌نشانی خریداری شد. 